# Hey, You (EP)
Hey, You és l'EP de debut del grup japonés Mono. El va publicar el segell Forty-4 el 9 de setembre de 2000 i només va treure 1.000 copies.
«Karelia» i «L'America» també apareixen al seu àlbum Under the Pipal Tree. «Finlandia» i «Black Woods» apareixen a Gone: A Collection of EPs 2000-2007.

## Llistat de pistes
| Núm. | Títol         | Durada |
| ---- | ------------- | ------ |
| 1.   | «Karelia»     | 13:07  |
| 2.   | «Finlandia»   | 8:06   |
| 3.   | «L'America»   | 4:39   |
| 4.   | «Black Woods» | 11:19  |